# ラブ IN ニューヨーク
『ラブ IN ニューヨーク』（ラブ・イン・ニューヨーク、原題：Night Shift）は1982年公開のアメリカ合衆国のコメディ映画。ロン・ハワードの初期監督作品のうちの一つである。
本作品ではハワードが俳優時代のTV出演作「ハッピーデイズ」の共演者ヘンリー・ウィンクラーを主演に招き、マイケル・キートン、シェリー・ロングが共演。（ロン・ハワード映画にいつも出演している）クリント・ハワードも顔を見せている他、ケヴィン・コスナーが「Frat Boy #1」として短いシーンに登場し、後に「ビバヒル」に主演するシャナン・ドハーティー、翌年にPV「スリラー」でマイケル・ジャクソンを共演するオーラ・レイらが登場し、そしてヴィンセント・スキャヴェリがウィンクラーの演じる登場人物にサンドイッチを配達する人物を演じている。

## キャスト
※括弧内は日本語吹替（初回放送1988年11月16日 TBS『水曜シネマパラダイス』）
- ヘンリー・ウィンクラー（安原義人）：チャック・ラムリー
- マイケル・キートン（大塚芳忠）：ビル・ブラゼホフスキ
- シェリー・ロング（高島雅羅）：ベリンダ・キートン
- ジーナ・ヘクト：シャーロット・クーグル
- パット・コーリイ：エドワード・グーグル
- ボビー・ディ・チッコ：レナード
- ニタ・タルボット：ヴィヴィアン
- バジル・ホフマン：ドロールハウザー
- ティム・ロソヴィッチ：ルーク
- クリント・ハワード：ジェフリー
- ジョー・スピネル：マネッティ
- シェリル・カーター：ターニャ
- イルディコ・ジャイド：ジョイス
- オーラ・レイ：ドーン
- モニーク・ガブリエル：テシー
- バーバラ・アン・グリミス：クーグル夫人
- リチャード・ベルザー：ピッグ
- ドーン・ダンラップ：マキシーン
- グランド・ブッシュ：ムスタファ
- ヴィンセント・スキャヴェリ：カール
- ケヴィン・コスナー：フラット・ボーイ1
- シャナン・ドハーティ：ブルーバード

## 主題歌
音楽はバート・バカラックが作曲し、挿入歌の作詞は当時の夫人キャロル・ベイヤー・セイガーが担当したのも話題となり、サントラLP盤も注目を集めたが、未CD化。
シングル・カットされたオーニング・テーマは、デビュー曲で注目された「ミスティ・ハート」をクォーターフラッシュが担当し、スマッシュ・ヒットなった。この歌ではバンド・リーダーのマーブ・ロスが作曲に参加。この歌は、97年リリースのベスト盤に収録され初CD化。
エンディング・テーマ「That's What Friends Are For」はロッド・スチュワートがしっとりと歌いあげ、感動的に締めくくったが、特にシングル化されずファンの間で密かに親しまれていた。この曲は後にロッドのベスト盤「Encore: The Very Best of - Vol. 2」に収録された。
なおこの歌は、1985年に、ディオンヌ&フレンズ（ディオンヌ・ワーウィック、グラディス・ナイト、エルトン・ジョン、スティーヴィー・ワンダー）がシングル「愛のハーモニー」としてカヴァーし、86年1月にはビルボード・トップ100に4週間1位となる大ヒットを記録。87年グラミー賞年間最優秀楽曲賞を受賞した。